# I-Klasse (1937)
Die I-Klasse war eine Schiffsklasse von acht Zerstörern, die als Teil des Marineprogramms von 1934 für die britische Royal Navy gebaut wurden. Ein neuntes Schiff, die Inglefield, hatte einen etwas veränderten Entwurf, um als Flottillenführer zu dienen.
Vier identische Schiffe waren bei Beginn des Zweiten Weltkriegs auf britischen Werften für die türkische Marine in Bau. Zwei dieser Zerstörer wurden von der britischen Regierung gegen Zahlung einer Entschädigung beschlagnahmt. Sie werden regelmäßig der I-Klasse zugerechnet. Die anderen beiden Zerstörer wurden 1942 an die Türkei als Demirhisar-Klasse ausgeliefert.
Die Zerstörer der I-Klasse kamen im Zweiten Weltkrieg zu vielfältigen Kampfeinsätzen; sieben der insgesamt elf Schiffe gingen während des Krieges verloren.

## Entwurf
Der Entwurf für die I-Klasse beruhte im Wesentlichen auf dem Entwurf für die vorhergehende H-Klasse. Die Änderungen betrafen unter anderem die neuen Fünffach-Torpedorohrsätze und bei vier Schiffen die Fähigkeit zum Minenlegen. Der bei zwei Zerstörern der H-Klasse erprobte veränderte Aufbau der Brücke wurde bei allen Schiffen übernommen.
Die Inglefield war im Vergleich zu den anderen Schiffen etwas größer, um den Kommandeur der Flottille, seinen Stab und weitere Besatzungsmitglieder unterzubringen.
Soweit sie nicht frühzeitig verloren gingen, wurden die Ausrüstungen und Bewaffnungen der Zerstörer im Verlauf des Zweiten Weltkriegs teils erheblich modifiziert. Hierunter fallen etwa die Ausstattung mit Radar und dem Funkpeilungssystem Huff-Duff, mit zusätzlichen bzw. veränderten Geschützen, hauptsächlich Flak und Schnellfeuerwaffen, sowie neuen Wasserbombenwurfvorrichtungen.

## Kriegseinsatz
Die Schiffe der I-Klasse wurden während des Zweiten Weltkriegs vor allem als Eskorten für Konvois und Kriegsschiffe und bei der Jagd auf U-Boote, aber auch bei den diversen Landungsoperationen, eingesetzt.
Sieben der elf Schiffe gingen bei diesen Einsätzen verloren, alle bis auf eines durch Kampfhandlungen bzw. Minen. Im Gegenzug waren die Zerstörer der I-Klasse an der Versenkung von sieben deutschen und fünf italienischen U-Booten sowie eines italienischen Leichten Kreuzers beteiligt.
Die verbleibenden Schiffe waren nach dem Ende des Kriegs technisch veraltet, durch die jahrelangen Kriegseinsätze verbraucht und kaum noch verwendungsfähig. Der verbliebene ursprünglich türkische Zerstörer wurde an die Türkei abgegeben.

## Schiffe der I-Klasse
- Icarus – An der Versenkung von U 35 im November 1939, am Zweiten Seegefecht bei Narvik und bei der Operation Dynamo beteiligt, danach hauptsächlich in den Gewässern um die Britischen Inseln eingesetzt. 1942 zeitweise im Mittelmeer für Malta-Geleitzüge (Operation Harpoon, Operation Pedestal) verwendet. 1946 verschrottet.
- Ilex – An der Versenkung der U-Boote U 42 (Atlantik, Oktober 1939), Liuzzi, Uebi Scebeli und Argonauta (alle Mittelmeer, Juni 1940) beteiligt, dort außerdem an allen wichtigen Gefechten im Mittelmeer in den Jahren 1940/41 (Seeschlacht bei Punta Stilo, Gefecht bei Kap Spada, Schlacht bei Kap Matapan) sowie an diversen Malta-Geleitzügen. Bei der Besetzung Syriens durch Bombentreffer beschädigt, 1943 während der Operation Husky an der Versenkung des U-Bootes Nereide, später an der Operation Avalanche beteiligt, im Januar 1944 durch erneuten Bombentreffer so schwer beschädigt, dass Reparatur bis Kriegsende nicht abgeschlossen war. 1946 zum Abwracken verkauft.
- Imogen – Versenkte im Oktober 1939 U 42, im Februar 1940 U 63. Am 16. Juli 1940 nach Kollision mit dre Glasgow vor dem Pentland Firth in Brand geraten und aufgegeben.
- Imperial – Im Oktober 1940 durch Minentreffer vor Malta schwer beschädigt; nach Reparatur bei der Evakuierung Kretas beteiligt. Nach Bombennahtreffer und Ruderschaden am 28. Mai 1941 durch eigene Schiffe versenkt.
- Impulsive – Wurde bei der Operation Dynamo durch Luftangriff schwer beschädigt, ab 1942 nach Reparatur in der Arktis bei Murmansk-Konvois verwendet. Versenkte im September 1942 U 457, 1946 zum Verschrotten verkauft.
- Intrepid – Versenkt mit Schwesterschiffen im Oktober 1939 U 45. Bei der Operation Dynamo, danach in der Arktis bei Murmansk-Konvois eingesetzt. Ab 1943 im Mittelmeer bei den Landungen auf Sizilien (Operation Husky) und bei Salerno (Operation Avalanche) eingesetzt. Am 27. September 1943 im Hafen von Leros durch deutsche Bomber versenkt.
- Isis – Nahm 1941 an den Evakuierungen Griechenlands und Kretas teil; bei der Besetzung Syriens durch Bombentreffer beschädigt. War im Februar 1943 an der Versenkung von U 562 im Mittelmeer beteiligt. Am 20. Juli 1944 während der Landung in der Normandie durch deutschen Neger-Ein-Mann-Torpedo oder Seemine versenkt.
- Ivanhoe – Versenkte im Oktober 1939 mit Schwesterschiffen das deutsche U-Boot U 45 im Atlantik. Bei der Operation Dynamo eingesetzt; am 1. September 1940 nach Minentreffer vor Texel gesunken.

Flottillenführer:
- Inglefield – An der Versenkung der deutschen U-Boote U 45 (Oktober 1939) und U 63 (Februar 1940) beteiligt. Bei dem Landungsversuch vor Dakar im September 1940 (Operation Menace) durch französische Küstenartillerie beschädigt, 1942/42 bei Geleiten im Mittelmeer und in der Arktis eingesetzt, dann bei den Landungen auf Sizilien (Operation Husky) und bei Salerno (Operation Avalanche). Während der Landung bei Anzio (Operation Shingle) am 25. Februar 1944 durch deutsche Henschel-Hs-293-Gleitbombe versenkt.

türkische Schiffe:
- Inconstant (ex: Muavenet) – Zunächst mit der British Eastern Fleet eingesetzt, u. a. bei der Besetzung von Madagaskar (Operation Ironclad). 1943 während der Landung auf Sizilien (Operation Husky) an der Versenkung von U 409 beteiligt. Danach im Nordatlantik als Geleitschiff für Konvois verwendet. Im März 1946 an die Türkei abgeliefert.
- Ithuriel (ex: Gayret) – Im Mittelmeer für Malta-Geleitzüge verwendet (u. a. Operation Harpoon, Operation Pedestal). Versenkte bei letzterer das italienische U-Boot Cobalto. Am 28. November 1942 durch Luftangriff im Hafen von Bône so schwer beschädigt, dass Reparatur unterblieb. 1945 endgültig abgewrackt.